# Kampjujutsu
Kampjujutsu grundades av Christer Andersson 1996, i samarbete med bl.a. Frank Witte (2-faldig världsmästare i jujutsu). Stilen har stående tekniker från muay thai, nedtagningar, och markkampstekniker från Brasiliansk jujutsu, och kan således sägas vara ett MMA-koncept enligt modern standard. 
10 oktober 2009 hölls den första tävlingen i fullkontaktsjujutsu, som är kampjujutsuns egna öppna tävlingssystem. Regelmässigt kan det sägas vara en blandning av knockdownkarate och brasiliansk jujutsu.